# Atleta de Newark
Newark Athlete (Atleta de Newark) es una película muda estadounidense de 1891 dirigida y producido por William Kennedy Dickson. La película, de aproximadamente doce segundos de duración, muestra a un joven atleta moviendo mazas indias. Fue grabado en mayo o junio de 1891, en el estudio Black Maria. La película se hizo para verse con el quinetoscopio de Thomas Edison.
En 2010, la Biblioteca del Congreso seleccionó a Newark Athlete para su conservación en el National Film Registry de los Estados Unidos por ser "cultural, histórica o estéticamente significativa". Actualmente es la película más antigua elegida para estar en el registro.